# Juicio Caja-Fischel
El Juicio Caja-Fischel es el nombre por el cual se conoce al proceso judicial entablado por el caso de un préstamo para compra de equipo médico que involucró a importantes figuras políticas costarricenses, encabezadas por el expresidente de la República, Rafael Ángel Calderón Fournier. El proceso concluyó el 5 de octubre de 2009 con la condenatoria de la mayoría de los acusados, incluido el expresidente Calderón, quien recibió una pena de cinco años de prisión.
El nombre del caso y el proceso se deriva de la participación de dos instituciones, la CCSS que es el ente regidor de la seguridad social en Costa Rica y que coloquialmente se le conoce como "la Caja". y la Corporación Fischel, reconocida empresa médica y farmacéutica.

## Antecedentes
El proceso en discusión se aprobó en diciembre de 2001 por la Asamblea Legislativa con el aval de todos los diputados presentes en sesión con la excepción de uno. El monto del préstamo ascendía a US$ 32 millones y era otorgado por el Gobierno de Finlandia con el fin de renovar el equipo médico de la CCSS. El proyecto fue impulsado en la Asamblea por el entonces diputado y Jefe de Fracción del oficialista Partido Unidad Social Cristiana, Eliseo Vargas García, quien en el 2004 se desempeñaría como Presidente Ejecutivo de la institución.
La Caja Costarricense de Seguro Social es el mayor comprador del Estado costarricense y por falta de recursos propios en ocasiones se ve en la necesidad de recurrir a préstamos privados. En este caso el "Proyecto Finlandia" (como se le conoció al préstamo en su momento) era la segunda compra más grande de equipo médico en la historia de la institución, y aprobada en tiempo récord: Al congreso sólo le bastaron 3 días para discutir, aprobar y convertirlo en Ley de la República.
Eliseo Vargas fue paladín del proyecto desde sus inicios. Cuando el préstamo era apenas una posibilidad y estaba en discusión, Vargas defendió el proyecto ante el entonces Presidente Ejecutivo de la CCSS, Rodolfo Piza Rocafort, y se reunió en San José con la encargada de negocios de la embajada de Finlandia (con sede en Managua), Sirpa Mäenpää. Años después Piza Rocafort declararía que el proyecto "vino de afuera, no lo planteó primero la Caja" y señaló a Vargas como uno de los interesados que conversaron con él sobre el mismo.

## Características del Proyecto Ley
Al ser aprobado por la Asamblea Legislativa, la CCSS pasó a adquirir una deuda de US$ 32 millones, a diez años plazo y sin intereses, con el finlandés Sampo Bank. En el cartel de licitación se explicaba que, ya que los intereses serían financiados por Finlandia, al menos el 50% del total de equipo médico a adquirir debía ser fabricado por empresas de ese país.
Esta y otras restricciones para el proceso de licitación levantaron quejas de competidores interesados en la venta. Entre las medidas, se exigía que la oferta mínima fuera de US$ 8 millones, que los fabricantes estuvieran inscritos en el Registro Nacional de Marcas y Patentes de Finlandia y la determinación final de los oferentes calificados correspondía exclusivamente al Gobierno finlandés. Así, la única empresa que podía reunir los requisitos era Instrumentarium Oyj, por medio de su unidad de ventas Medko Medical, que al final sería la que se adjudicaría la licitación. En Costa Rica, Medko Medical era representada por la Corporación Fischel.

## Condenatorias
Las condenatorias han sido transcritar para el expresidente de la República Rafael Ángel Calderon Fournier por 5 años de prisión por dos delitos de desvío de recursos en las comisiones de un préstamo estatal.